# Luis Velilles
Luis Velilles Maghouza (en arabe : لويس فيليس مغوزة), né le 28 avril 2009 à Lérida, est un footballeur marocain qui joue au poste de milieu de terrain au Real Betis.

## Biographie

### Carrière en club
Né à Lérida en Espagne,, Luis Velilles est formé par le Real Betis, où il s'illustre d'abord avec les équipes de jeunes,,.

### Carrière en sélection
Luis Velilles est d'abord international junior avec l'Espagne dès les moins de 15 ans en 2023, portant même le brassard de capitaine, avant de finalement rejoindre l'équipe du Maroc des moins de 15 ans l'année suivante,,.
En mars 2025 Velilles est convoqué avec l'équipe du Maroc des moins de 17 ans pour participer à la Coupe d'Afrique des nations des moins de 17 ans qui a lieu en mars puis avril à domicile,,.
Remplaçant au poste de milieu de terrain lors de la compétition, il est titularisé pour le dernier match de poule contre la Tanzanie,. Le Maroc atteint la finale du tournois après sa victoire aux tirs au but face à la Côte d'Ivoire (0-0 dans le temps réglementaire),, et remporte la compétition après un autre match nul et vierge (4-2 aux tirs au but) face au Mali. Les marocains remportent ainsi le premier titre de leur histoire dans la compétition,.

## Palmarès
Maroc -17 ans
- Coupe d'Afrique des nations
  - Champion en 2025